# Jamar Fletcher
(en) Statistiques sur pro-football-reference
Jamar Mondell Israel (né le 28 août 1979), né Jamar Mondell Fletcher, est un joueur professionnel de football américain, occupant le poste de cornerback, de la National Football League (NFL), pendant huit saisons. Il joue au football universitaire à l''université du Wisconsin, ou il est sélectionné deux fois dans l'équipe All-American. Les Dolphins de Miami le choisissent au premier tour (26ème choix) de la draft 2001 de la NFL. Il a également joué pour les Chargers de San Diego, les Lions de Détroit, les Texans de Houston et les Bengals de Cincinnati.

## Jeunes années
Fletcher est né à Saint-Louis au Missouri. Il fréquente la Hazelwood East High School à Saint-Louis.

## Carrière universitaire
Fletcher fréquente l''université du Wisconsin, où il joue pour le Badgers du Wisconsin de 1998 à 2000. C'est un membre clé de l'équipe des Badgers qui réalise le doublé au Rose Bowl en 1999 et 2000, et reste encore le Badger détenant le record d'interceptions en carrière avec 21 au total au cours de trois saisons de football universitaire. Il est nommé dans la première équipe All-American en 1999, et a été reconnu comme un consensus de la première équipe All-American en 2000. Il apparaît aussi, en 96ème position, dans le Top 100 des plus grands joueurs de football universitaire de l'America's Best & 10.

### Statistiques universitaires

#### Défense et fumbles
|        | Tackles    | Tackles | Tackles | Tackles | Tackles | Def Int | Def Int | Def Int | Def Int | Def Int | Fumbles | Fumbles | Fumbles | Fumbles |    |    |     |    |    |
| Année  | Université | Conf    | Class   | Pos     | MJ      | Solo    | Ast     | Tot     | Loss    | Sk      | Int     | Yds     | Avg     | TD      | PD | FR | Yds | TD | FF |
| ------ | ---------- | ------- | ------- | ------- | ------- | ------- | ------- | ------- | ------- | ------- | ------- | ------- | ------- | ------- | -- | -- | --- | -- | -- |
| 1998   | Wisconsin  | Big Ten |         | DB      | 12      |         |         |         |         |         | 7       | 145     | 20.7    | 3       |    |    |     |    |    |
| 1999   | Wisconsin  | Big Ten |         | DB      | 12      |         |         |         |         |         | 7       | 135     | 19.3    | 2       |    |    |     |    |    |
| 2000   | Wisconsin  | Big Ten | JR      | DB      | 10      |         |         |         |         |         | 7       | 179     | 25.6    | 0       |    |    |     |    |    |
| Career | Wisconsin  |         |         |         |         |         |         |         |         |         | 21      | 459     | 21.9    | 5       |    |    |     |    |    |

#### Points marqués
|        | Touchdowns | Touchdowns | Touchdowns | Touchdowns | Touchdowns | Touchdowns | Touchdowns | Touchdowns | Kicking | Kicking |    |     |     |     |     |     |      |     |
| Année  | Université | Conf       | Class      | Pos        | MJ         | Rush       | Rec        | Int        | FR      | PR      | KR | Oth | Tot | XPM | FGM | 2PM | Sfty | Pts |
| ------ | ---------- | ---------- | ---------- | ---------- | ---------- | ---------- | ---------- | ---------- | ------- | ------- | -- | --- | --- | --- | --- | --- | ---- | --- |
| 1998   | Wisconsin  | Big Ten    |            | DB         | 12         |            |            | 3          |         |         |    |     | 3   |     |     |     |      | 18  |
| 1999   | Wisconsin  | Big Ten    |            | DB         | 12         |            |            | 2          |         |         |    |     | 2   |     |     |     |      | 12  |
| 2000   | Wisconsin  | Big Ten    | JR         | DB         | 10         |            |            | 0          |         |         |    |     | 0   |     |     |     |      | 0   |
| Career | Wisconsin  |            |            |            |            |            |            | 5          |         |         |    |     | 5   |     |     |     |      |     |

## Carrière professionnelle

### Dolphins De Miami
Fletcher est sélectionné au premier tour de la draft 2001 de la NFL par les Dolphins de Miami. Il dispute 41 matchs pour Miami de 2001 à 2003.

### San Diego Chargers
En 2004, Fletcher est échangé avec les Chargers de San Diego contre le wide receiver David Boston. Il joue pour eux en 2004 et 2005.

### Lions De Detroit
Il est annoncé que Fletcher signe un accord avec les Lions de Detroit le 1er mai 2006. Il y réalise son record en carrière de trois interceptions.

### Texans De Houston
En 2007, Fletcher signe avec les Texans de Houston.

### Cincinnati Bengals
Fletcher signe avec les Bengals de Cincinnati le 23 septembre 2008. Après être devenu un agent libre sans restriction à la suite de la saison 2008, il n'est pas recruté. Il resigne le 2 août 2009, après que le cornerback rookie David Jones s'est blessé au pied. Les Bengals libèrent Fletcher, le 29 août, la fin de sa carrière NFL.

## Statistiques NFL
| Défense | Défense            | Défense | Défense | Défense | Défense | Défense | Défense | Défense       | Défense       | Défense       | Défense       | Défense       | Défense       |
|         |                    |         | Tackles | Tackles | Tackles |         |         | Interceptions | Interceptions | Interceptions | Interceptions | Interceptions | Interceptions |
| Année   | Équipe             | MJ      | Comb    | Total   | Ast     | Sck     | SFTY    | PDef          | Int           | TDs           | Yds           | Avg           | Lng           |
| ------- | ------------------ | ------- | ------- | ------- | ------- | ------- | ------- | ------------- | ------------- | ------------- | ------------- | ------------- | ------------- |
| 2008    | Cincinnati Bengals | 11      | 16      | 14      | 2       | 0.0     | --      | 3             | --            | --            | --            | 0.0           | --            |
|         |                    |         |         |         |         |         |         |               |               |               |               |               |               |
| 2007    | Houston Texans     | 10      | 19      | 18      | 1       | 0.0     | --      | 3             | --            | --            | --            | 0.0           | --            |
|         |                    |         |         |         |         |         |         |               |               |               |               |               |               |
| 2006    | Detroit Lions      | 13      | 37      | 36      | 1       | 0.0     | 0       | 3             | 3             | 1             | 122           | 40.7          | 88T           |
|         |                    |         |         |         |         |         |         |               |               |               |               |               |               |
| 2005    | San Diego Chargers | 14      | 29      | 21      | 8       | 1.0     | --      | 3             | 1             | 0             | 19            | 19.0          | 19            |
|         |                    |         |         |         |         |         |         |               |               |               |               |               |               |
| 2004    | San Diego Chargers | 16      | 37      | 34      | 3       | 0.0     | --      | 4             | 1             | 0             | 0             | 0.0           | 0             |
|         |                    |         |         |         |         |         |         |               |               |               |               |               |               |
| 2003    | Miami Dolphins     | 11      | 8       | 5       | 3       | 0.0     | --      | 0             | --            | --            | --            | 0.0           | --            |
|         |                    |         |         |         |         |         |         |               |               |               |               |               |               |
| 2002    | Miami Dolphins     | 16      | 37      | 35      | 2       | 0.0     | --      | 10            | 2             | 0             | 30            | 15.0          | 30            |
|         |                    |         |         |         |         |         |         |               |               |               |               |               |               |
| 2001    | Miami Dolphins     | 14      | 10      | 8       | 2       | 0.0     | --      | 0             | --            | --            | --            | 0.0           | --            |
|         |                    |         |         |         |         |         |         |               |               |               |               |               |               |
| TOTAL   | TOTAL              | 105     | 193     | 171     | 22      | 1.0     | 0       | 26            | 7             | 1             | 171           | --            | 88            |

| FUMBLES | FUMBLES            | FUMBLES | FUMBLES | FUMBLES | FUMBLES | FUMBLES | FUMBLES | FUMBLES | FUMBLES | FUMBLES | FUMBLES | FUMBLES | FUMBLES |
| Année   | Équipe             | MJ      | FUM     | Lost    | FF      | Rec     | Rec     | Yds     | Yds     | TD      | OOB     | Sfty    | TB      |
| ------- | ------------------ | ------- | ------- | ------- | ------- | ------- | ------- | ------- | ------- | ------- | ------- | ------- | ------- |
| 2008    | Cincinnati Bengals | 11      | --      | --      | 0       | --      | 1       | --      | 0       | 0       | --      | --      | --      |
|         |                    |         |         |         |         |         |         |         |         |         |         |         |         |
| 2007    | Houston Texans     | 10      | --      | --      | 1       | --      | --      | --      | --      | --      | --      | --      | --      |
|         |                    |         |         |         |         |         |         |         |         |         |         |         |         |
| 2006    | Detroit Lions      | 13      | --      | --      | 0       | --      | 1       | --      | 3       | 0       | --      | --      | --      |
|         |                    |         |         |         |         |         |         |         |         |         |         |         |         |
| 2005    | San Diego Chargers | 14      | --      | --      | 0       | --      | --      | --      | --      | --      | --      | --      | --      |
|         |                    |         |         |         |         |         |         |         |         |         |         |         |         |
| 2004    | San Diego Chargers | 16      | --      | --      | 0       | --      | 1       | --      | 7       | 0       | --      | --      | --      |
|         |                    |         |         |         |         |         |         |         |         |         |         |         |         |
| 2003    | Miami Dolphins     | 11      | --      | --      | 0       | --      | --      | --      | --      | --      | --      | --      | --      |
|         |                    |         |         |         |         |         |         |         |         |         |         |         |         |
| 2002    | Miami Dolphins     | 16      | 1       | 0       | 0       | --      | --      | --      | --      | --      | 0       | 0       | 0       |
|         |                    |         |         |         |         |         |         |         |         |         |         |         |         |
| 2001    | Miami Dolphins     | 14      | --      | --      | 0       | --      | --      | --      | --      | --      | --      | --      | --      |
|         |                    |         |         |         |         |         |         |         |         |         |         |         |         |
| TOTAL   | TOTAL              | 105     | 1       | 0       | 1       | 0       | 3       | 0       | 10      | 0       | 0       | 0       | 0       |

| KICK RETURN | KICK RETURN        | KICK RETURN | KICK RETURN | KICK RETURN | KICK RETURN | KICK RETURN | KICK RETURN | KICK RETURN | KICK RETURN | KICK RETURN | KICK RETURN |
| Année       | Équipe             | MJ          | Ret         | Yds         | Avg         | Lng         | TD          | 20+         | 40+         | FC          | FUM         |
| ----------- | ------------------ | ----------- | ----------- | ----------- | ----------- | ----------- | ----------- | ----------- | ----------- | ----------- | ----------- |
| 2008        | Cincinnati Bengals | 11          | --          | --          | --          | --          | --          | --          | --          | --          | --          |
|             |                    |             |             |             |             |             |             |             |             |             |             |
| 2007        | Houston Texans     | 10          | --          | --          | --          | --          | --          | --          | --          | --          | --          |
|             |                    |             |             |             |             |             |             |             |             |             |             |
| 2006        | Detroit Lions      | 13          | --          | --          | --          | --          | --          | --          | --          | --          | --          |
|             |                    |             |             |             |             |             |             |             |             |             |             |
| 2005        | San Diego Chargers | 14          | --          | --          | --          | --          | --          | --          | --          | --          | --          |
|             |                    |             |             |             |             |             |             |             |             |             |             |
| 2004        | San Diego Chargers | 16          | --          | --          | --          | --          | --          | --          | --          | --          | --          |
|             |                    |             |             |             |             |             |             |             |             |             |             |
| 2003        | Miami Dolphins     | 11          | --          | --          | --          | --          | --          | --          | --          | --          | --          |
|             |                    |             |             |             |             |             |             |             |             |             |             |
| 2002        | Miami Dolphins     | 16          | 1           | 0           | 0.0         | 0           | 0           | 0           | 0           | 0           | 1           |
|             |                    |             |             |             |             |             |             |             |             |             |             |
| 2001        | Miami Dolphins     | 14          | --          | --          | --          | --          | --          | --          | --          | --          | --          |
|             |                    |             |             |             |             |             |             |             |             |             |             |
| TOTAL       | TOTAL              | 105         | 1           | 0           | 0.0         | 0           | 0           | 0           | 0           | 0           | 1           |

## Vie personnelle
Son frère aîné, Jason Fletcher, est un éminent agent de joueurs professionnels.